# John Connell (Künstler)
John N. Connell (* 25. Juni 1940 in Atlanta, Georgia; † 27. September 2009 in Mariaville, Maine) war ein amerikanischer Künstler. Seine Werke beinhalten Bildhauerei, Malerei, Zeichnerei und Schriftstellerei.

## Leben
Connell besuchte die Brown University in Providence, RI (1958–1960), die Art Students League, NY (1960–1961) und die New York University (1962), wo er die Art der chinesischen Zeichnerei erlernte. Seine erste Ausstellung fand 1962 in New York statt.
In der Mitte der 1960er Jahre zog er nach Kalifornien, wo er als Gestalter für die San Francisco Mime Troupe arbeitete. In den 1970er, 1980er und 1990er Jahren arbeitete er hauptsächlich in den südwestlichen USA, wo er große Wandgemälde anfertigte und in New Mexicos angesehensten Kunstgalerien ausstellte. John Connell war Bestandteil der Santa Fe Artistengruppe Nerve und erlangte Ansehen für seine großen Kunstobjekte. Er ist besonders für seine Zeichnungen renommiert. Einige davon sind aus Holzkohle und Sprayfarbe angefertigt und können bis zu 6 Meter hoch und 9 Meter breit sein.
John Connell verwendete Gips in den 1970er und 1980er Jahren und wechselte später zu Teer, Papier und Wachs für die großen symbolischen Skulpturen. Für seine Werke benutzte er auch Bronze, Zement, Holz, Maschendraht und für die Objekte aus Papier, gelegentlich Elemente aus Collagen. Am Anfang der 1980er Jahre verzichtete er größtenteils auf handelsübliche Farben und begann mit der Herstellung seiner eigenen, die er aus Eisenoxid und Pigmenten erzeugte. In späteren Gemälden benutzte er Asche, Schlamm und Erde. Seine Werke umfassten auch Bestandteile von Schriftstellerei und gelegentlich Tonbandaufzeichnungen.

## Projekte
Einige seiner bekanntesten Projekte umfassten:
- „The Construction of Kuan-Yin Lake“ (1982–1989): ein multimediales Projekt, das Bildhauerei, Malerei und Ton enthielt.[6]
- „The Raft Project“ (1989–1994): ein gigantisches Skulptur/Malkunst Projekt mit dem Maler Eugene Newmann. Es wurde für gewöhnlich als die Nachbildung von Géricaults Das Floß der Medusa wahrgenommen.[7]